# أبو الحسين العتبي
أبو القاسم الحسين بن عبد الله بن أحمد العتبي (توفي في نوفمبر 982)، المعروف باسم أبو الحسين العتبي، كان رجل دولة إيرانيًا من آل عتبة، شغل منصب الوزير في الدولة السامانية تحت حكم نوح الثاني من 977 إلى 982.

## السيرة الذاتية

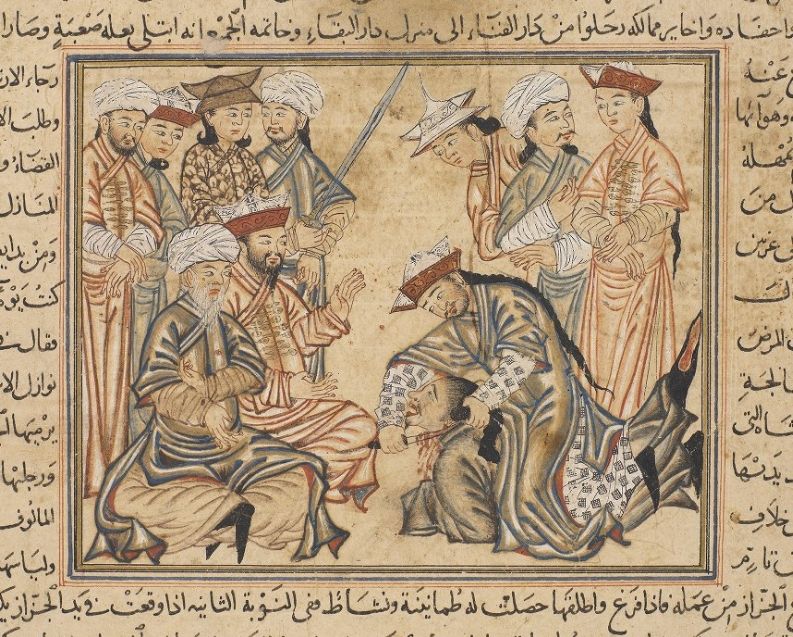
رسم توضيحي من جامع التواريخ يُظهر اغتيال العتبي على يد ممثلي أبو الحسن السيمجوري وفائق.

لا يُعرف شيء عن حياة العتبي المبكرة، لكنه كان قريبًا من أبي جعفر العتبي، الذي شغل منصب وزير الدولة السامانية من 956 إلى 959. عندما اعتلى الأمير الساماني الشاب نوح الثاني العرش عام 976، عُيِّن العتبي وزيرًا له بعد عام واحد. لعب العتبي، إلى جانب والدة نوح، دورًا أساسيًا في إدارة الدولة السامانية.
في الفترة التي تزامنت مع تولي نوح الحكم، غزا القراخانيون واستولوا على وادي زرافشان [الإنجليزية] العلوي، حيث كانت مناجم الفضة السامانية. ثم هاجموا مجددًا في عام 980 وسيطروا على إسفيجاب [الإنجليزية]. ومع ذلك، كان العتبي منشغلًا بإقصاء أبو الحسن السيمجوري، والي خراسان الكبرى الساماني. اعتبر العتبي أن السيمجوري يتمتع بنفوذ كبير، فنجح في عزله عام 982، واستبدله بأحد أنصاره، وهو القائد التركي طَش. فرَّ أبو الحسن السيمجوري إلى إقطاعيته في قهستان جنوب هراة.
في نفس العام، جُهِّزت حملة عسكرية ضد البويهيين في خراسان. حققت هذه الحملة نجاحًا مبدئيًا، لكنها انتهت بهزيمة ساحقة للقوات السامانية. ولم يمنع غزو بويهي للدولة السامانية إلا وفاة عضد الدولة. حاول العتبي إعادة تنظيم الجيش، لكنه اغتيل على يد ممثلي أبي الحسن السيمجوري وفائق. أدى مقتله إلى حالة من الحزن بين الضباط السامانيين، بل وأشعل تمردًا في العاصمة السامانية، وإحدى أهم مدن الفرس بخارى.
يُعتبر العتبي، وفقًا لأقاربه ومؤرخي العصور الوسطى، ومنهم أبو نصر محمد العتبي صاحب تاريخ اليميني، آخر وزير عظيم في الدولة السامانية.